# Seis días de Mar de Plata
Los Seis días de Mar del Plata era una carrera de ciclismo en pista, de la modalidad de seis días, que se corría en Mar del Plata (Argentina). Su primera y única edición se corrió en 1995.

## Palmarés
| Año  | Ganadores                      | Segundos                      | Terceros                |
| ---- | ------------------------------ | ----------------------------- | ----------------------- |
| 1995 | Gabriel Curuchet Juan Curuchet | Silvio Martinello Marco Villa | Johnny Dauwe Gino Primo |